# Trifești (Iași)
Trifeşti es una comuna ubicada en el distrito de Iași, Rumania.

## Superficie
Cuenta con una superficie de 53,67 kilómetros cuadrados.

## Demografía
Hasta 2021 la población era de 3425 habitantes, con una densidad de población de 63,82 habitantes por kilómetro cuadrado.